# Nancy Nevinson
Pour les articles homonymes, voir Nevinson.
Nancy Nevinson est une actrice britannique née le 26 juillet 1918 en à Chittagong au Bangladesh, et morte le 25 janvier 2012  à Wokingham en Angleterre.

## Biographie
Nancy Nevinson naît à Chittagong, présidence du Bengale sous le Raj britannique. sous le nom de Nancy Ezekiel. Elle est l'un des quatre enfants de Reemah (née Kadoorie) et de David Ezekiel, membres de la communauté juive bagdadi de Calcutta, en Inde, pendant le Raj.
La famille déménage à Londres dans les années 1930, où Nancy suit une formation à la RADA et prend le nom de scène de Nancy Nevinson, qu'elle conserve même après son mariage.
Elle épouse le commandant William Hoyes-Cock (1905-1973), qu'elle rencontre alors qu'elle est en tournée avec la Entertainments National Service Association (ENSA) pendant la Seconde Guerre mondiale. Ils ont trois enfants : Nigel Nevinson, Jennifer (Gennie) Nevinson et Hugh Hoyes-Cock. Nigel et Gennie sont tous deux acteurs.
En 2001, elle déménage à Wokingham, dans une maison de retraite financée par le Fonds de bienfaisance pour le cinéma et la télévision, pour les personnalités de ces secteurs. Nevinson y meurt le 25 janvier 2012, à l'âge de 93 ans,.

## Filmographie
- 1956 : Pilotes de haut-vol (High Flight) : Bishop's Wife
- 1957 : The Adventures of Twizzle (série TV) : Various (voices)
- 1958 : Wonderful Things! : Mamma
- 1958 : Starr and Company (série TV)
- 1960 : Night Train for Inverness
- 1961 : Foxhole in Cairo : Signorina Signorelli
- 1961 : Le Narcisse jaune intrigue Scotland Yard (Das Geheimnis der gelben Narzissen) : Sluttish woman
- 1961 : Le Prisonnier récalcitrant (Very Important Person) : German Frau
- 1962 : Lumière sur la piazza (Light in the Piazza) : Signora Naccarelli
- 1963 : Ring of Spies : Helen Kroger
- 1963 : Ricochet : Elsie Siddall
- 1965 : The Big Spender (série TV) : Mrs. Winters
- 1965 : L'Espion qui venait du froid (The Spy Who Came In from the Cold) : Mrs. Zanfrello
- 1966 : Infamous Conduct
- 1967 : An Officer of the Court (TV) : Rachel
- 1969 : Love Is a Splendid Illusion : Amanda's Mother
- 1972 : For the Love of Ada : Elsie Lockwood
- 1974 : Les Symptômes (Symptoms)
- 1977 : Gulliver's Travels (voix)
- 1977 : Jésus de Nazareth (feuilleton TV) : Abigail
- 1979 : S.O.S. Titanic (TV) : Ida Strauss
- 1980 : La Guerre des abîmes (Raise the Titanic) de Jerry Jameson : Sarah
- 1981 : Private Schulz (feuilleton TV) : Frau Ehrlich
- 1982 : Jane (série TV) : Colonels Wife
- 1985 : Le Secret de la pyramide (Young Sherlock Holmes) : Hotel Receptionist
- 1988 : Les Orages de la guerre (War and Remembrance) (feuilleton TV) : Woman at Weir Courteney
- 1992 : Maria's Child (TV) : Luisa
- 1994 : Martin Chuzzlewit (feuilleton TV) : Deaf Cousin
- 1997 : Mrs. Dalloway de Marleen Gorris : Mrs. Hilberry